# Vereinigung der Europäischen Verbände des Kachelofenbauer-/Hafner-Handwerks

Logo der VEUKO

VEUKO ist die Vereinigung der Europäischen Verbände des Kachelofenbauer-/Hafner-Handwerks.

## Ziele
Die VEUKO versteht sich als europäische Informations- und Beratungsplattform der Verbände des Kachelofenbauer/Hafner-(Ofenbauer) Handwerks mit folgenden wichtigen Zielsetzungen:
- Regelmäßige Information und Herausgabe von Publikationen über aktuelle verbandliche, werbliche und berufsspezifische Begebenheiten
- Koordination von Wissensaustausch im beruflichen und technischen Bereich
- Gemeinsame Bearbeitung von zukunftsbezogenen Aufgaben
- Vertretung der Anliegen bei der Europäischen Union
- Pflege kollegialer Beziehungen

## Geschichte
Die ersten Schritte zu einem länderübergreifenden Informationsaustausch zwischen den Verbänden und Innungen wurden im Jahr 1966 gesetzt. Am 17. Januar 1966 fand ein erstes Treffen zwischen den Verbänden aus Deutschland, Österreich und der Schweiz statt. Die weiteren wichtigsten Entwicklungsschritte:
- 1966 Gründung des Drei-Länder-Treffens durch Deutschland, Österreich und Schweiz
- 1985 Vier-Länder-Treffen durch Beitritt von Südtirol
- 1986 Formulierung der ersten Statuten
- 1988 Herausgabe des ersten Pressecommnuiqué
- 1998 Aufnahme von Luxemburg und damit Aufstieg zum Fünf-Länder-Treffen
- 2002 Aufnahme von Ungarn
- 2003 Gründung der VEUKO als eingetragener europäischer Verein
- 2004 Aufnahme von der Slowakischen und Tschechischen Republik

## Mitglieder
| Land                  | Vereinigung                                                                    | Abkürzung |
| --------------------- | ------------------------------------------------------------------------------ | --------- |
| Österreich            | Österreichischer Kachelofenverband                                             |           |
| Schweiz               | feusuisse Verband für Wohnraumfeuerungen, Plattenbeläge und Abgassysteme       |           |
| Estland               | MTÜ Eesti pottsepad                                                            |           |
| Frankreich            | Association Francaise du Poele Maconné Artisanal                               | AFPMA     |
| Polen                 | Ogólnopolskie Stowarzyszenie KOMINKI I PIECE                                   |           |
| Italien               | Associazione Nazionale Fumisti e Spazzacamini                                  |           |
| Rumänien              | Rumänischer Verband der Schornsteinfeger, Schornsteinbauer und Kachelofenbauer | ASFOCH    |
| Litauen               | Krosniu meistru gildija                                                        | KMG       |
| Litauen               | LNŽDMA                                                                         |           |
| Slowakei              | Cech kachliarov                                                                |           |
| Luxemburg             | Fédération des Ramoneurs-Fumistes                                              |           |
| Slowenien             | OSZ-Odbor pecarjev                                                             |           |
| Republik Moldau       | Nationaler Verband der Schornsteinfeger, Schornsteinbauer und Kachelofenbauer  | ASFOCMD   |
| Südtirol              | Berufsgemeinschaft der Hafner Südtirols                                        |           |
| Tschechische Republik | Cech kamnářů ČR                                                                |           |
| Ungarn                | MACSOI – Landesverband der Hafner, Kaminbauer und Hersteller                   |           |

## Arbeitsschwerpunkte
Die Arbeits- und Beratungsschwerpunkte in der VEUKO richten sich nach den Anliegen der Mitglieder. So wurde beispielsweise vereinbart, die Ausbildungssysteme der einzelnen Staaten zu vergleichen und Empfehlungen auszuarbeiten. Diese Anstrengungen sollen von der Europäischen Union gefördert und finanziell unterstützt werden.
Schwerpunktthemen für intensive Beratungen sind weiters die Kostenermittlung der Kachelofenbauer und Hafner, wo ein kachelofenbauer-/hafnergerechtes Verfahren entwickelt werden soll, der Stellenwert von Pellets für die Kachelofenbranche, die Vorstellung von neuen Entwicklungen, computerunterstützte Auslegung von Kachelöfen und Ganzhausheizungen und ein Vorschlag für Europäische Normen für ortsfest gesetzte Kachelöfen. Um die Kachelofenbranche langfristig zu sichern, wurde eine europäische Imagekampagne pro Kachelofen ins Auge gefasst. Ausgehend von der Schweiz, wo ein derartiges Projekt bereits angelaufen ist, könnte sich eine europaweite Imagekampagne entwickeln. Ein von der VEUKO initiierter europäischer Berufswettbewerb soll eine derartige, über einige Jahre angelegte, Initiative pro Kachelofen entsprechend medienwirksam unterstützen.

## Europäische Plattform
„Die VEUKO ist auf einem guten Weg zu einer professionellen Europäischen Standesvertretung des Kachelofenbauer/Hafnerhandwerkes“ wurde am Ende des Jahreskongresses 2006 mit Stolz von einem der Teilnehmer festgestellt. Vor dem Hintergrund der Feierlichkeiten zur EU-Erweiterung wurden die Verbände der Slowakei und Tschechiens am 1. Mai 2004 in die VEUKO aufgenommen. Die VEUKO zählt 2011 schon 11 Mitglieder und weitere haben ihren Beitrittswunsch bereits bekundet.

## Jahreskongress
Einmal im Jahr findet ein Kongress statt, der intermittierend in den Mitgliedsländern veranstaltet wird. Der Jahreskongress der Vereinigung Europäischer Verbände des Kachelofen-/ Hafner-Handwerks hat das Ziel, Informationen auf einem hohen fachlichen Niveau zwischen den Verbänden auszutauschen. Bei diesem Kongress werden neben einer freien Berichterstattung über die wichtigsten Fragen des abgelaufenen Jahres auch Schwerpunktthemen behandelt, zu denen Fachvorträge gehalten werden.

## Delegiertenversammlung
Der Verband etabliert sich immer stärker als Plattform, auf der unter den Verbänden und Innungen der Mitgliedsländer ein Interessensausgleich stattfindet, gemeinsame Anliegen beraten und gegenüber den anderen Branchen und auch gegenüber der EU gemeinsam vertreten werden. In der jeweils im Anschluss an den Jahreskongress stattfindenden Delegiertenversammlung werden die entsprechenden Beschlüsse gefasst und die Neuaufnahmen der Mitglieder durchgeführt werden.